# Тайглаар, Лиз
Лиз Тайглаар (англ. Liz Tigelaar, род. 4 октября 1975) — американский телевизионный сценарист, продюсер и автор.

## Биография
Лиз Тайглаар родилась в 1975 году. В детстве была удочерена. Окончила колледж Итаки (Ithaca College).

## Карьера
Тайглаар работала в качестве сценариста во многих телесериалах, среди которых были «Бухта Доусона», «Американские мечты», «Опять и снова» и «Братья и сёстры». В первую очередь она известна как создатель и продюсер сериала «Жизнь непредсказуема» (2010—2011), который получал хорошие отзывы от критиков, однако был закрыт после двух сезонов из-за низких рейтингов.
В январе 2011 года Лиз Тайглаар подписала трехгодовую сделку с ABC Studios на производство новых и работу над текущими шоу канала ABC. В мае 2011 года Тайглаар присоединилась в качестве соисполнительного продюсера к сериалу «Однажды в сказке», а осенью заняла место консалтингового продюсера и сценариста сериала «Месть». Летом 2012 года Тайглаар присоединилась в качестве одного из сценаристов к сериалу Кэлли Хоури «Нэшвилл».